# Grange-de-Vaivre
Grange-de-Vaivre è un comune francese di 53 abitanti situato nel dipartimento del Giura nella regione della Borgogna-Franca Contea.

## Società

### Evoluzione demografica
Abitanti censiti